# Ambroise Le Veneur de Tillières
Pour les autres membres de la famille, voir famille Le Veneur de Tillières.
Ambroise Le Veneur de Tillières (mort le 23 septembre 1536) est un ecclésiastique, qui fut évêque d'Évreux de 1511 à 1531.

## Biographie
Ambroise Le Veneur est le fils de Philippe Le Veneur, baron de Tillières et de son épouse Marie Blosset. Il est le frère du cardinal Jean Le Veneur, de Gabriel Le Veneur († 1523), doyen d'Évreux puis de Bayeux, et de François Le Veneur qui continue la famille Le Veneur de Tillières.
Ambroise le Veneur est le dernier évêque d'Évreux régulièrement élu en 1511 par le chapitre de chanoines de la cathédrale d'Évreux, il est de plus pourvu en commende de l'abbaye de Lyre (1516-1531). En 1530 il est présent lors du couronnement de la reine Eléonore de Habsbourg, seconde épouse du roi François Ier. En 1531 il cède son abbaye à son frère le cardinal et résigne son évêché en faveur de leur petit-neveu un autre Gabriel Le Veneur de Tillières, âgé de seulement 14 ans qui le reçoit dans le contexte du régime de la commende conformément au Concordat de Bologne conclu en 1516 entre le roi de France et le pape Léon X. Il devient alors le vicaire général de son successeur comme il le précise dans un acte de 1533.
Il meurt évêque émérite d'Évreux le 23 septembre 1536. Il est inhumé dans le chœur de sa cathédrale.